# Municipio de Walnut (condado de Fairfield)
El municipio de Walnut (en inglés: Walnut Township) es un municipio ubicado en el condado de Fairfield en el estado estadounidense de Ohio. En el año 2010 tenía una población de 6841 habitantes y una densidad poblacional de 52,38 personas por km².

## Geografía
El municipio de Walnut se encuentra ubicado en las coordenadas 39°52′33″N 82°31′20″O / 39.87583, -82.52222. Según la Oficina del Censo de los Estados Unidos, el municipio tiene una superficie total de 130.62 km², de la cual 124.43 km² corresponden a tierra firme y (4.74%) 6.19 km² es agua.

## Demografía
Según el censo de 2010, había 6841 personas residiendo en el municipio de Walnut. La densidad de población era de 52,38 hab./km². De los 6841 habitantes, el municipio de Walnut estaba compuesto por el 97.22% blancos, el 0.29% eran afroamericanos, el 0.29% eran amerindios, el 0.2% eran asiáticos, el 0.01% eran isleños del Pacífico, el 0.23% eran de otras razas y el 1.74% pertenecían a dos o más razas. Del total de la población el 1.14% eran hispanos o latinos de cualquier raza.